# Paragorio da Noli
Paragorio da Noli (Noli, IV secolo – Corsica, IV secolo) è stato un militare romano martire; è venerato come santo dalla Chiesa cattolica.

## Biografia
Scarsissime sono le notizie relative a questo santo. Secondo una tradizione ligure Paragorio nacque a Noli da nobile famiglia dedicandosi poi alla carriera militare. Subì il martirio in Corsica dove si era recato come missionario insieme ai suoi soldati Severino, Partenopeo e Parteo, nativi anch'essi di Noli. Secondo alcune ipotesi, basate sull'origine greca del nome Paragorio e di quelli dei suoi soldati, il santo potrebbe essere stato un comandante navale bizantino di stanza a Noli ed aver vissuti intorno al VII o VIII secolo. A quest'epoca risale la prima Chiesa di San Paragorio a Noli, riedificata poi nell'XI secolo. Paragorio è solitamente raffigurato come cavaliere insieme ai suoi tre soldati e la sua venerazione è diffusa anche ad Hérault in Francia.